# Ярач (Великопольське воєводство)
Ярач (пол. Jaracz) — село в Польщі, у гміні Роґозьно Оборницького повіту Великопольського воєводства.
Населення — 471 особа (2011).
У 1975-1998 роках село належало до Пільського воєводства.

## Демографія
Демографічна структура станом на 31 березня 2011 року:
|          | Загалом | Допрацездатний вік | Працездатний вік | Постпрацездатний вік |
| -------- | ------- | ------------------ | ---------------- | -------------------- |
| Чоловіки | 293     | 36                 | 241              | 16                   |
| Жінки    | 178     | 44                 | 107              | 27                   |
| Разом    | 471     | 80                 | 348              | 43                   |